# SIG MKMO
Die SIG MKMO ist eine schweizerische Maschinenpistole, die in den 1930er-Jahren von der Schweizerischen Industrie-Gesellschaft in Neuhausen entwickelt wurde. Aufgrund der Lauf- und Gesamtlänge der Waffe wurde sie als Karabiner bezeichnet, obwohl sie einschließlich aller Varianten ausschließlich Pistolenmunition verschießt. Die Abkürzung MKMO steht für Maschinenkarabiner für Militär, Hülsenauswurf oben. Ein Alleinstellungsmerkmal war damals die Möglichkeit, das Magazin nach vorn in eine Aussparung des Vorderschaftes zu klappen und somit während des Marsches platzsparend zu verstauen, während gleichzeitig die Feuerbereitschaft nur minimal eingeschränkt wurde.

## Entwicklung
Die SIG entwickelte in den 1920er-Jahren auf der Grundlage der deutschen Bergmann-MPi 18, für die eine Lizenz erworben wurde, eigene Maschinenpistolen. Ein Versuchsmodell von 1930 hatte bereits die von Pal Király entwickelte Klappmagazinhalterung. Das Magazin klappte nach hinten, woraus eine recht kurze Lauflänge von 250 mm bei einer doch erheblichen Gesamtlänge von 950 mm resultierte. Die Waffe hatte einen einteiligen Vollholzschaft, ein Kurvenvisier und glich in Marschstellung mit angeklapptem Magazin einem Infanteriegewehr der damaligen Zeit (Die damalige Schweizer Ordonnanzwaffe, der Karabiner 31, hatte eine Gesamtlänge von 1105 mm).
Um eine größere Lauflänge bei noch erträglicher Gesamtlänge zu ermöglichen, drehten die Konstrukteure der SIG die Magazinhalterung um 180°, so dass das Magazin nun nach vorn unter den Lauf klappte. Dadurch erhöhte sich die Mündungsgeschwindigkeit der Projektile bei gleicher Munition.
Die Serienproduktion begann 1935.

## Technik

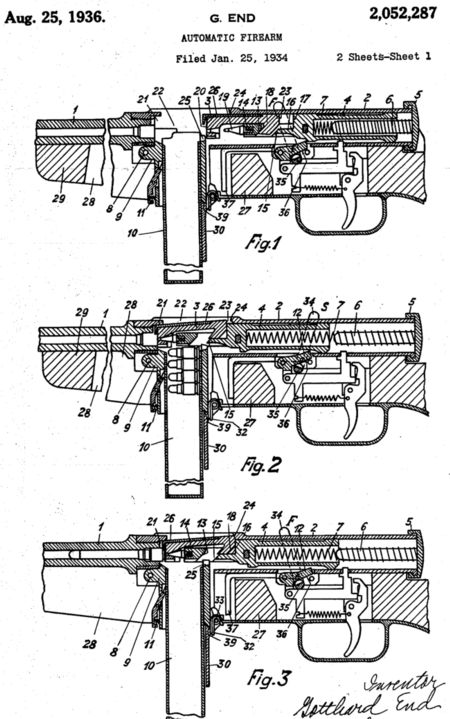
Patentzeichnung, 1934

### MKMO/MKPO
Die MKMO und MKPO sind Rückstoßlader im Kaliber 9 × 25 mm Mauser mit verzögertem Masseverschluss (siehe Verschluss der MKMO-Maschinenpistole). Der Verschluss ist zweiteilig und verriegelt in der Verschlussgehäuseoberseite ähnlich wie ein Kippblockverschluss. Die Waffe ist zuschießend, beim Verschlussvorlauf wird eine Patrone aus dem Magazin zugeführt, das Verschlussvorderteil wird am Patronenlager gestoppt und durch das weiter vorlaufende Hinterteil nach oben gedrückt, gleichzeitig trifft der Schlagbolzen auf das Zündhütchen und der Schuss bricht noch während der Vorwärtsbewegung (Vorlaufzündung). Durch den Rückstoßimpuls gleitet das Verschlusshinterteil zurück, entriegelt dabei das Vorderteil und legt den weiteren Rücklaufweg gemeinsam mit diesem zurück. Dadurch wird die Schließfeder gespannt, die dann den Verschluss wieder nach vorn drückt. Dies wiederholt sich solange, wie der Abzug gedrückt wird bzw. das Magazin leer ist. Die Sicherung befindet sich links oben am Verschlussgehäuse und hat die beiden Stellungen S (Sicher) und F (Feuer).

### MKMS/MKPS
Die MKMS und MKPS sind Rückstoßlader im Kaliber 7,65 × 21 mm Parabellum bzw. 9 × 19 mm Parabellum mit einteiligem Masseverschluss. Abgesehen vom einfacheren Verschluss ist die Funktion dieselbe wie bei den MKMO/MKPO.

## Varianten
Das Ursprungsmodell war der Maschinenkarabiner für Militär, Hülsenauswurf oben. Bereits bei dessen Entwicklung wurde eine Polizeivariante Maschinenkarabiner für Polizei, Hülsenauswurf oben (MKPO) berücksichtigt, die insgesamt kürzer war und mit kleineren Magazinen ausgestattet wurde. Bis auf die Abmessungen und die fehlende Bajonetthalterung war sie technisch identisch.
Die Waffen hatten die für die Schweiz typische hohe Verarbeitungsqualität, waren sehr zuverlässig, aber auch teuer. Der Verkaufserfolg hielt sich daher in Grenzen. Ähnlich wie bei der amerikanischen Thompson-MPi wurde der Verschluss der Waffe vereinfacht, da erkannt wurde, dass die verwendete Munition durchaus auch mit einem einfachen Masseverschluss sicher gehandhabt werden konnte. So entstanden die Modelle Maschinenkarabiner für Militär, Hülsenauswurf seitlich (MKMS) und Maschinenkarabiner für Polizei, Hülsenauswurf seitlich (MKPS), die äußerlich durch das veränderte Auswurffenster von den Ursprungsmodellen unterschieden werden können. Sie wurden nur in den Schweizer Parabellumkalibern 7,65 und 9 mm gebaut.
|                             | MKMO                                                                                  | MKMS                                           | MKPO                                                                                  | MKPS                                           |
| --------------------------- | ------------------------------------------------------------------------------------- | ---------------------------------------------- | ------------------------------------------------------------------------------------- | ---------------------------------------------- |
| Kaliber                     | 9 × 25 mm Mauser (7,63 × 25 mm Mauser, 7,65 × 21 mm Parabellum, 9 × 19 mm Parabellum) | 9 × 19 mm Parabellum (7,65 × 21 mm Parabellum) | 9 × 25 mm Mauser (7,63 × 25 mm Mauser, 7,65 × 21 mm Parabellum, 9 × 19 mm Parabellum) | 7,65 × 21 mm Parabellum (9 × 19 mm Parabellum) |
| v0 (m/s)                    | 490                                                                                   | 380                                            | 400                                                                                   | 365                                            |
| Gesamtlänge (mm)            | 1025                                                                                  | 1022                                           | 831                                                                                   | 820                                            |
| Kadenz                      | 900                                                                                   | 900                                            | 900                                                                                   | 900                                            |
| Magazinkapazität            | 40                                                                                    | 40                                             | 30                                                                                    | 30                                             |
| Masse ungeladen (kg)        | 4,25                                                                                  | 4,45                                           | 4,04                                                                                  | 3,7                                            |
| Masse Magazin (gefüllt, kg) | 0,77                                                                                  | 0,77                                           | 0,58                                                                                  | 0,58                                           |
| Lauflänge (mm)              | 500                                                                                   | 489                                            | 300                                                                                   | 300                                            |
| Visierschussweite (m)       | 1000                                                                                  | 1000                                           | 1000                                                                                  | 1000                                           |
| Einsatzschussweite (m)      | 100                                                                                   | 100                                            | 100                                                                                   | 100                                            |
| Verschluss                  | verzögerter Feder/Masseverschluss                                                     | verzögerter Feder/Masseverschluss              | Masseverschluss                                                                       | Masseverschluss                                |
| Hülsenauswurf               | oben                                                                                  | seitlich                                       | oben                                                                                  | seitlich                                       |

## Einsatzstaaten
- Schweiz
  - MKPS: 1940 in geringer Stückzahl (60) bei der Schweizer Polizei eingeführt, um 1960 ausgemustert[1]
- Export in zahlreiche Länder, Stückzahlen und Exportländer sind nicht genau bekannt[1]
  - Finnland: MKMS (282 Stück)[3]